# Tahmina Kohistani
Tahmina Kohistani   (província de Kapisa, 18 de juny de 1989) és una corredora afganesa de 100 metres.
Kohistani va competir als Jocs Olímpics d'estiu de 2012 a Londres representant l'Afganistan, on va aconseguir una nova marca personal de 14,42 segons a les sèries de la distància de 100 metres tot i que no va passar a la primera ronda. La seva marca personal anterior als 100 metres va ser les 15.00 en una competició a Bydgoszcz , Polònia el 2008. El 2015, va ser inclosa com una de les 100 dones de la BBC.